# Gröde
Gröde-Appelland of kort gezegd Gröde is een Hallig (waddeneiland zonder zeewering) ten westen van Habel en is 250 hectare groot. Gröde is de kleinste gemeente van Duitsland, telt 11 inwoners en maakt deel uit van de Kreis Noord-Friesland in de deelstaat Sleeswijk-Holstein.
Gröde bestond vroeger uit twee eilanden: Gröde en Appelland. Omstreeks 1900 werd het water tussen de twee Halligen afgedamd, waardoor dit steeds meer dichtslibde en de twee Halligen aan elkaar groeiden.
Op Gröde-Appelland liggen twee terpen: de 'Knudswarft' met vier huizen en de 'Kirchwarft' met een langgerekt gebouw, waarin zich de kerk (Sint-Margarethakerk) en de voormalige school bevinden. Tot de sluiting in 2012 was dit de kleinste school van Duitsland en werd gemiddeld door twee leerlingen bezocht.
De kerkdiensten op Gröde worden door een pastoor uit Langeneß gegeven, want Gröde heeft geen eigen pastoor. Op de Knudswarft bestaan overnachtingsmogelijkheden, er is een kiosk en een postkantoor.

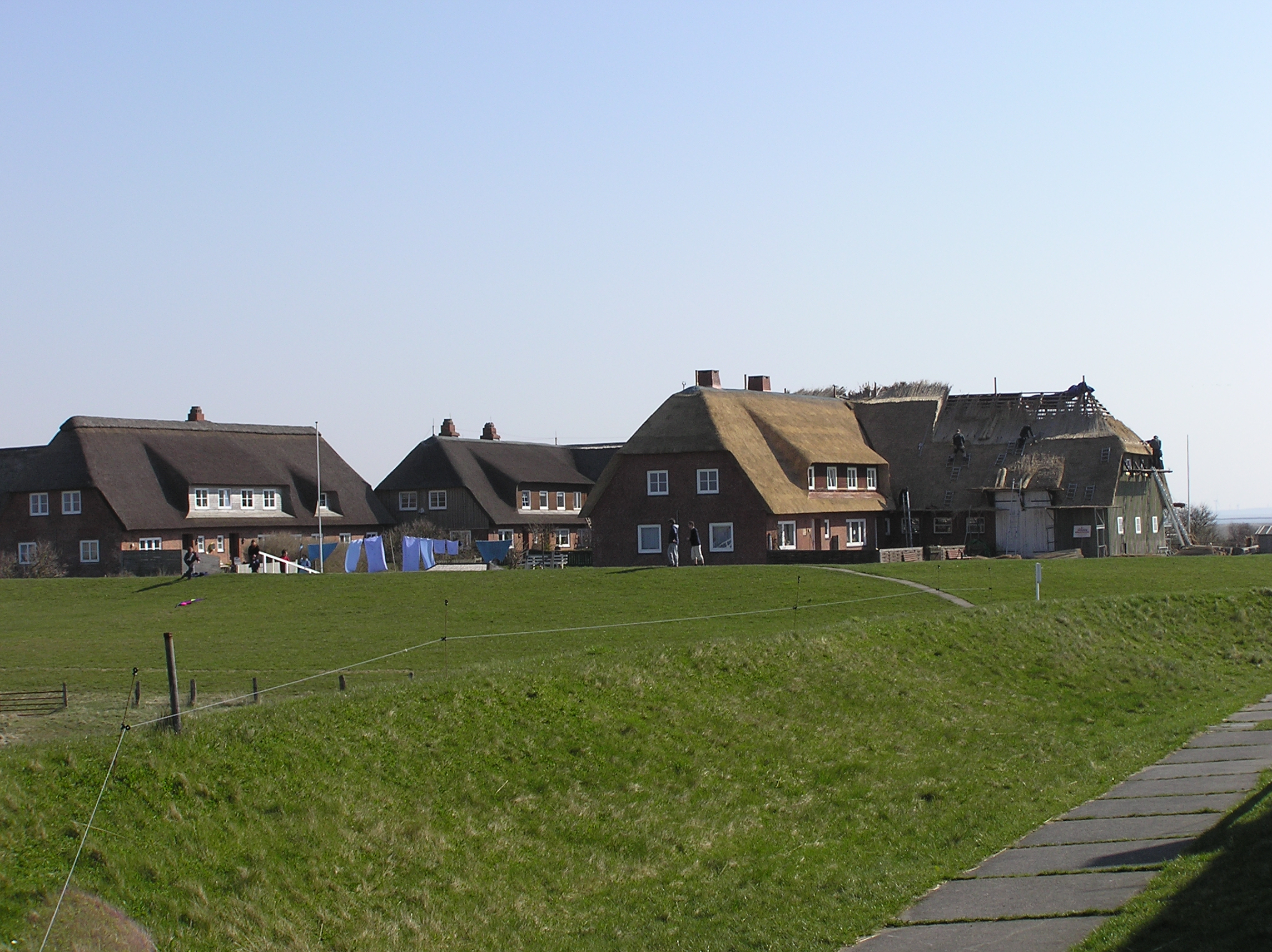
Knudswarft

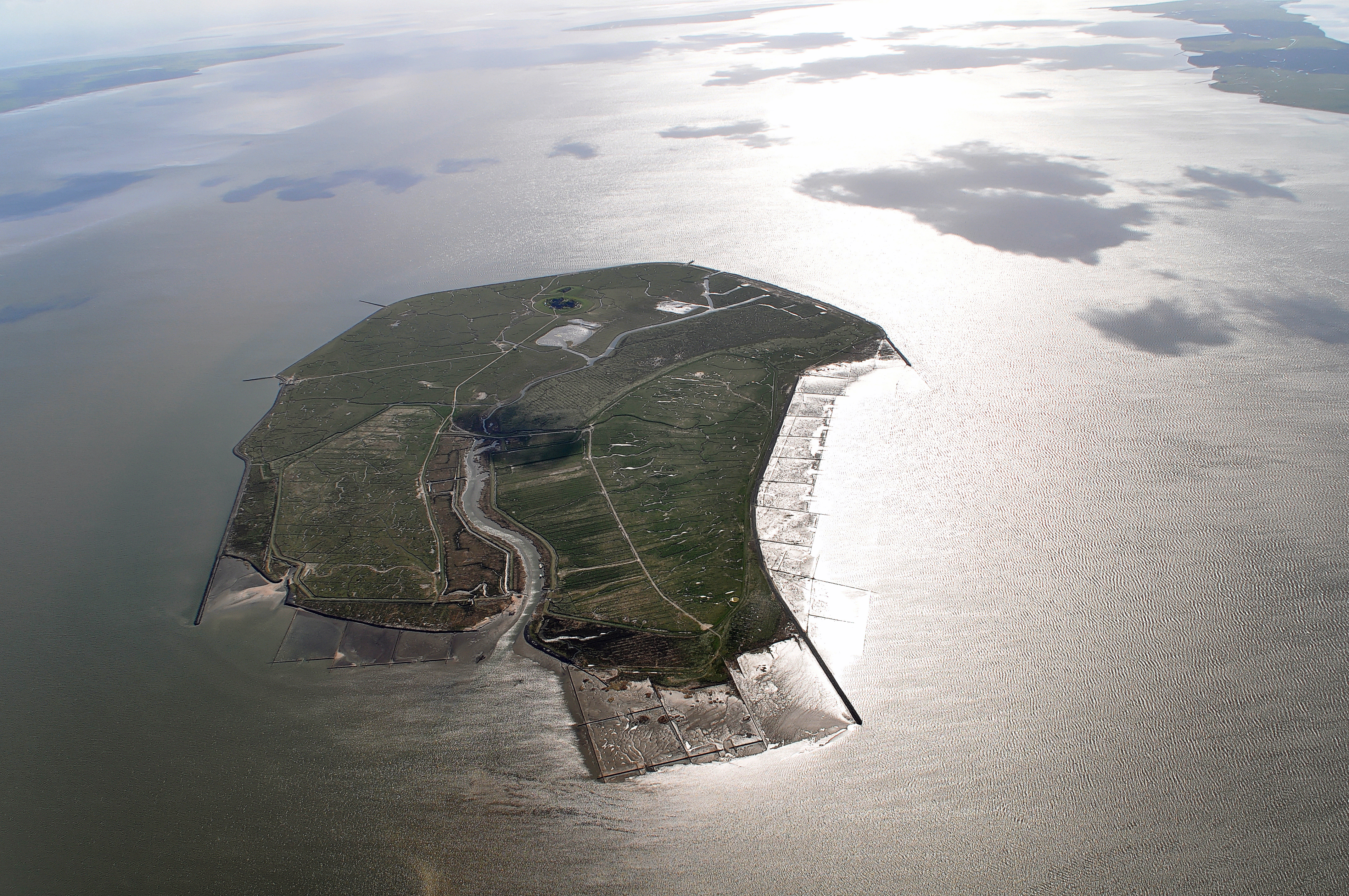
Gröde vanuit de lucht

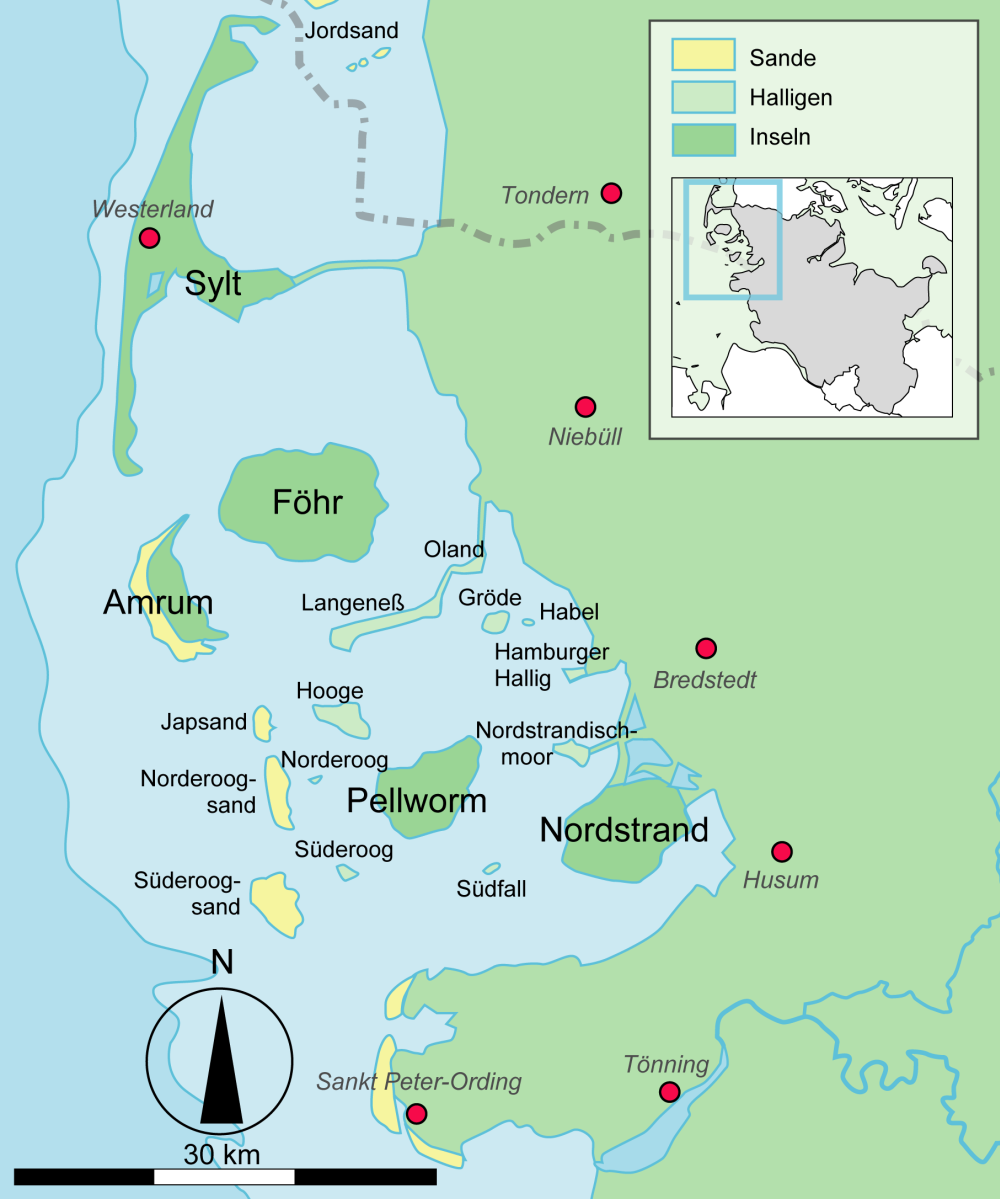
Overzichtskaart

- Gemeinsame Normdatei: 4022105-2
- Virtual International Authority File: 237228306

Achtrup ·
Ahrenshöft ·
Ahrenviöl ·
Ahrenviölfeld ·
Alkersum ·
Almdorf ·
Arlewatt ·
Aventoft ·
Bargum ·
Behrendorf ·
Bohmstedt ·
Bondelum ·
Bordelum ·
Borgsum ·
Bosbüll ·
Braderup ·
Bramstedtlund ·
Bredstedt ·
Breklum ·
Dagebüll ·
Drage ·
Drelsdorf ·
Dunsum ·
Elisabeth-Sophien-Koog ·
Ellhöft ·
Emmelsbüll-Horsbüll ·
Enge-Sande ·
Fresendelf ·
Friedrich-Wilhelm-Lübke-Koog ·
Friedrichstadt ·
Galmsbüll ·
Garding ·
Garding, Kirchspiel ·
Goldebek ·
Goldelund ·
Gröde ·
Grothusenkoog ·
Haselund ·
Hattstedt ·
Hattstedtermarsch ·
Högel ·
Holm ·
Hooge ·
Hörnum (Sylt) ·
Horstedt ·
Hude ·
Humptrup ·
Husum ·
Immenstedt ·
Joldelund ·
Kampen (Sylt) ·
Karlum ·
Katharinenheerd ·
Klanxbüll ·
Klixbüll ·
Koldenbüttel ·
Kolkerheide ·
Kotzenbüll ·
Ladelund ·
Langeneß ·
Langenhorn ·
Leck ·
Lexgaard ·
List ·
Löwenstedt ·
Lütjenholm ·
Midlum ·
Mildstedt ·
Nebel ·
Neukirchen ·
Nieblum ·
Niebüll ·
Norddorf auf Amrum ·
Norderfriedrichskoog ·
Nordstrand ·
Norstedt ·
Ockholm ·
Oevenum ·
Oldenswort ·
Oldersbek ·
Olderup ·
Oldsum ·
Ostenfeld (Husum) ·
Oster-Ohrstedt ·
Osterhever ·
Pellworm ·
Poppenbüll ·
Ramstedt ·
Rantrum ·
Reußenköge ·
Risum-Lindholm ·
Rodenäs ·
Sankt Peter-Ording ·
Schwabstedt ·
Schwesing ·
Seeth ·
Simonsberg ·
Sollwitt ·
Sönnebüll ·
Sprakebüll ·
Stadum ·
Stedesand ·
Struckum ·
Süderende ·
Süderhöft ·
Süderlügum ·
Südermarsch ·
Sylt ·
Tating ·
Tetenbüll ·
Tinningstedt ·
Tönning ·
Tümlauer-Koog ·
Uelvesbüll ·
Uphusum ·
Utersum ·
Viöl ·
Vollerwiek ·
Vollstedt ·
Welt ·
Wenningstedt-Braderup (Sylt) ·
Wester-Ohrstedt ·
Westerhever ·
Westre ·
Winnert ·
Wisch ·
Witsum ·
Wittbek ·
Wittdün auf Amrum ·
Witzwort ·
Wobbenbüll ·
Wrixum ·
Wyk auf Föhr